# Embreea
Embreea é um género botânico pertencente à família das orquídeas (Orchidaceae).